# Fackeltanz
Beim Fackeltanz oder Kerzentanz tragen die  Tänzer brennende Fackeln in den Händen oder brennende Kerzen auf dem Kopf, während sie ihre Tanzfiguren schreiten.

## Historisches
Der Fackeltanz war in alter Zeit ein der Polonaise ähnelnder Tanz, bei dem die Tänzer Fackeln aus Wachs in den Händen trugen.
Solche Tänze gehörten bereits im antiken Griechenland und Rom zu den Hochzeitsfeiern. Konstantin der Große ließ den Tanz um das Jahr 300 in die Hofzeremonien aufnehmen. Der Tanz war vom Mittelalter bis ins 18. Jahrhundert bei vielen deutschen Fürstenhäusern insbesondere bei Hochzeiten gebräuchlich und wurde auch am Hof von Frankreich, England und Dänemark getanzt.
Den Fackeltanz bei der Hochzeit der preußischen Prinzessin Wilhelmine 1731 in Berlin mit Friedrich von Bayreuth beschreibt Alexander von Gleichen-Rußwurm (1865–1947):

„Nachdem sich der Hof im Halbkreis am Thron aufgestellt hatte, begannen bei den Klängen einer reich mit Pauken und Trompeten durchsetzten Musik unter Vortritt des Oberhofmarschalls die Staatsminister paarweise, in der Hand brennende Wachsfackeln, den Umzug im Saal, dem sich das neuvermählte Paar anschloss. Nach dem vollendeten Rundgang näherte sich die Braut dem König und forderte ihn zu gleichem Umgang auf. War dieser beendet, geschah das gleiche der Reihe nach mit allen anwesenden Prinzen von Geblüt. Darauf fand der Rundgang des Bräutigams mit der Königin und jeder der Prinzessinnen statt. Jedesmal schritten die Minister voran, bis sie beim letzten Rundgang, den wieder Braut und Bräutigam machten, ihre Fackeln an die Pagen abgeben durften, die nun paarweise voranschritten, dem neuvermählten Paar in seine Gemächer zu leuchten.“

Die preußische Königsfamilie pflegte diesen Brauch sogar noch 1913 bei der Vermählung der Tochter von Wilhelm II. Viktoria Luise von Preußen mit dem Herzog von Braunschweig Ernst August. Zwölf Würdenträger oder Pagen trugen brennende Fackeln im Tanz voran. Den ersten Umgang machte das Brautpaar allein, dann forderte die Braut den König und dann die anderen Fürsten auf. Dann tanzte der Bräutigam mit der Königin und den Prinzessinnen. 
Man merkt dieser fast zweihundert Jahre späteren Beschreibung dieselben zeremoniellen Grundzüge an. 
Eine solche gab es auch am französischen Hof.

## Der Fackeltanz im Volkstanz
In vielen Ländern sind im Volkstanz Fackeltänze mit unterschiedlicher Choreographie überliefert, etwa in Österreich, Bayern, Pommern, Polen, Litauen, Spanien. Es gibt spezielle überlieferte Tanzformen wie weiter unten angeführt. Aber auch etliche übliche Tänze werden aus Brauchtums- oder Schaugründen mit Fackeln aufgeführt.

### Fackellaufen
Als eine Art Tanz kann auch das Fackellaufen in der Osternacht bezeichnet werden, das etwa in Kärnten überliefert ist. Die Bauern entzünden Osterfeuer, jeder auf seinem Feld, daran entzünden sie ihre Holzfackeln, ziehen damit im Gänsemarsch über die Felder, gehen in Schlangenlinien, stellen sich in Kreuzform, Rauten oder Sternen auf. Sie drehen sich um sich selbst, so dass ihre Fackeln wie feurige Räder wirken, tanzen Wendungen und Drehungen, werfen die Fackeln über die steilen Bergwiesen und springen ihnen nach. Beim Osterfeuer des Nachbarn werfen sie die Fackeln in die Glut. Dies soll reiche Ernte versprechen.

### Hochzeitstanz
Besonders im Hochzeitsbrauchtum sind Tänze mit Kerzen auf dem Kopf in vielen Ländern überliefert oder waren früher üblich. Manchmal trägt die Braut, ein Tänzer oder die besten Tänzerinnen einen kerzenbestückten Gugelhupf (Kranzkuchen) auf dem Kopf. Bei jeder Runde wird eine der Kerzen ausgelöscht. Der Gugelhupf wird anschließend gemeinsam verzehrt.

### Zunfttanz
Im Mittelalter formten in vielen Städten manche Handwerkerzünfte den Fackeltanz zu einem figurenreichen Schautanz, der zum Ruhm ihres Handwerks und zur Ehrung von Personen, aber auch anlässlich von Hochzeiten aufgeführt wurde. Derartiges ist etwa in Tirol und Salzburg überliefert. Diese Tanzformen ähnelten wahrscheinlich dem Schwerttanz oder Reiftanz. Aus älteren Hinweisen auf derartige Tänze formte Karl Horak einen derartigen Tanz neu, der vor allem in Tirol öfters aufgeführt wird.

### Salzburger Fackeltanz
Über 100 Tänzer und Tänzerinnen tanzen alljährlich zur Eröffnung der Salzburger Festspiele den großen Salzburger Fackeltanz rund um den Residenzbrunnen in der Salzburger Altstadt. Dieser Brauch wurde im Jahr 1951 neu gestaltet, angelehnt an alte Bräuche und mittelalterlicher Zünfte.